# Desmiphora amioca
Desmiphora amioca là một loài bọ cánh cứng trong họ Cerambycidae.